# Осетров, Николай Капитонович
Николай Капитонович Осетров (1828—1884) — русский флотоводец, контр-адмирал, главный командир Свеаборгского порта (1875—1884).

## Биография
Родился в 1828 году. Учился в Морском кадетском корпусе в Санкт-Петербурге, который окончил в 1848 году. После этого служил на различных судах, пока в 1860 году  в чине лейтенанта не был назначен заведующим катерами императорской фамилии.
В течение следующих пятнадцати лет Осетров попеременно командовал императорскими яхтами  «Королева Виктория» и «Никса», причем 23 апреля 1861 года был произведен в капитан-лейтенанты.
В 1863 году, во время подавления польского восстания, был командирован с частью гвардейского экипажа в Варшаву, где командовал флотилией на реке Висле.
В 1875 году, в чине капитана 1-го ранга, был назначен главным командиром Свеаборгского порта.
На этой должности прослужил почти десять лет и был произведён в контр-адмиралы.
Скончался в 1884 году, находясь в должности.